# Vicente López y Planes
Alejandro Vicente López y Planes (født 3. maj 1785, død 10. oktober 1856) var en argentinsk forfatter og politiker, der fungerede som midlertidig præsident for Argentina fra 7. juli 1827 til 18. august 1827. Han skrev også teksten til Argentinas nationalsang i 1813.